# 完刑
完刑是中国古代一种较轻的刑罚称谓。完为完好之意，用以区别于当时盛行的肉刑。重点为不残伤其身体，只罚劳役。
《晋书·刑法志》：“更依古义制为五刑。其死刑有三，髠刑有四，完刑、作刑各三，赎刑十一。”
如古汉朝刑罚：完城旦舂：刑期五年的有期徒刑。